# Tobias Jakobovits
Tobias Jakobovits (23. 11. 1887, Lakompak, Uhersko – podzim 1944, k. t. Auschwitz) byl knihovníkem pražské židovské obce a odborným vedoucím válečného Židovského ústředního muzea v Praze.

## Mládí
Tobias Jakobovits se narodil 23. listopadu 1887 v západouherském Lakompaku (dnes rakouský Lackenbach). Pocházel z početné ortodoxní rodiny rabína Salomona Jakobovitse a Amalie, rozené Schwarzové. Sám Tobias Jakobovits zahájil své náboženské (rabínské) i sekulární vzdělání v Maďarsku, Bratislavě a Berlíně. Do Prahy přišel nejprve na studia, navštěvoval pražské gymnázium ve Štěpánské ulici. Již od roku 1912 působil v Praze u Židovské obce, pracoval jako asistent knihovníka obce a taktéž od roku 1917 vykonával funkci rabína v Praze-Michli. Přitom však stále pokračoval ve studiu: na pražské německé Karlo-Ferdinandově univerzitě studoval semitskou filologii. Svou disertační práci na téma idey mesiáše v talmudickém písemnictví obhájil roku 1920.

## Kariéra
Rok 1922 představoval v životě Tobiase Jakobovitse přelom v několika ohledech. Získal československé státní občanství, byl povýšen do funkce vedoucího knihovny pražské židovské obce a taktéž se oženil. Vzal si Bertu Petuchowskou, dceru rabína, u nějž studoval v Berlíně. Dva roky po svatbě se manželům narodil syn Josef a za další dva roky Manfred (Moše).
Kromě již zmíněných povolání působil Jakobovits i jako učitel náboženství na německých židovských školách. Roku 1928 přestal zastávat funkci rabína v Praze – Michli, o dva roky však přijal místo rabína, kantora (chazana) a učitele v Uhlířských Janovicích. Rovněž publikoval četné studie o genealogii a historii českých Židů.
Ve druhé polovině 30. let 20. století začal na rodinu Tobiase Jakobovitse doléhat stín války. Roku 1937 Jakobovits vypravil svého sotva z náboženského hlediska dospělého syna Josefa do Palestiny a po dvou letech naložil stejně i s mladším Manfredem. Post vedoucího knihovny pražské židovské obce zastával do roku 1939, neboť tehdy byla knihovna uzavřena, přesto byl na obci zaměstnán i poté, zřejmě jako archivář a badatel.

### Židovské ústřední muzeum

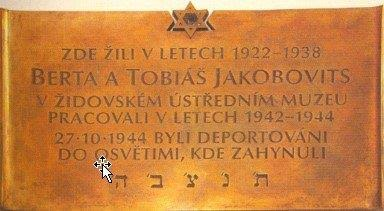

Od roku 1942 byl Tobias Jakobovits angažován v Židovském ústředním muzeu. Jakobovits se stal jeho odborným vedoucím, a tak ačkoli kupříkladu Josef Polák vytvořil koncepci muzea, byl formálně externím pracovníkem a odpovědnost za chod muzea spočívala na Jakobovitsovi. Přijela-li například do Prahy návštěva, kterou nacisté pokládali za významnou, po Židovském ústředním muzeu ji prováděl právě Jakobovits. Tuto úlohu mu komplikovala okolnost, že ač ovládal českou židovskou historii i otázky židovské náboženské praxe, kunsthistorické vzdělání postrádal. Jak vzpomíná významná osobnost válečného i poválečného pražského židovského muzea Hana Volavková, za chyby či nepřesnosti, kterých se v důsledku tohoto nedostatku dopustil, byl Jakobovits svým nadřízeným, šéfem pražské Ústředny pro židovské vystěhovalectví SS-Sturmbannführerem Hansem Güntherem tvrdě kritizován.
Společně se Salomonem Hugo Liebenem připravil Tobias Jakobovits první výstavu Židovského ústředního muzea, na žádost Ústředny věnovanou knihám. Instalace ve Vysoké synagoze byla oficiálně dokončena 23. listopadu 1942 (zřejmě jen shodou okolností v den Jakobovitsových 55. narozenin).
Působení Tobiase Jakobovitse v Židovském ústředním muzeu skončilo 27. října 1944. Tehdy byl Tobias Jakobovits zařazen do přímého transportu do Osvětimi, kde byl vzápětí zavražděn.